# エアフォース・ワン (映画)
『エアフォース・ワン』（Air Force One）は、1997年に公開されたアメリカのアクション映画。ウォルフガング・ペーターゼンが監督、共同製作で、ハリソン・フォードが大統領を演ずる。アカデミー賞の編集賞、音響賞にノミネートされた。
テロリストにハイジャックされたアメリカ合衆国大統領専用機「エアフォースワン」（VC-25）を取り戻すため、大統領が脱出ポッドで脱出したようにみせかけて機内に潜伏し、テロリストたちと攻防を繰り広げる。

## あらすじ

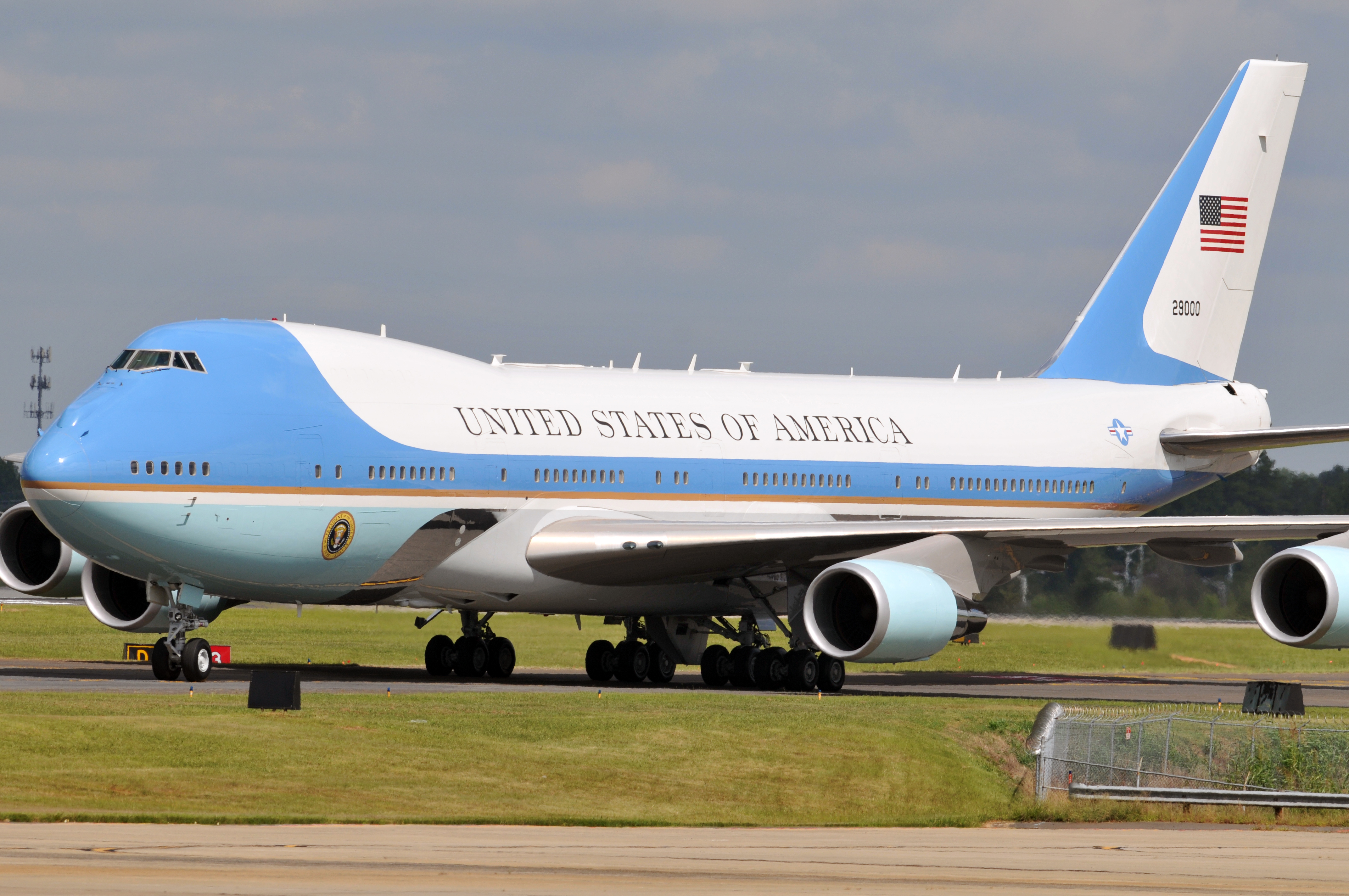
実在のエアフォースワン

プロローグ
アメリカとロシアの合同特殊部隊は、「カザフスタンの指導者」を自称し、同国を拠点にソ連復活を目論む独裁者イワン・ラデク将軍を拘束する。
その3週間後、アメリカ大統領のジェームズ・マーシャルはモスクワにて、ロシアのペトロフ大統領との晩餐会でスピーチを行うが、彼は用意された原稿にとらわれず、自国の利益中心ではなく倫理的に正しい行いを追求してテロと戦うと演説し、万雷の拍手で称賛される。
テロリストによるハイジャック
その頃、大統領専用機「エアフォースワン」（VC-25A）に、ロシアのテレビクルーたちが乗り込む。彼らは検査をパスし、ミッチェル報道官の案内で機内へ向かい、シークレットサービスの場所や操縦席などを見て周っていた。
演説の反響や中東情勢に多忙な大統領は束の間の休憩を取り、妻のグレースや愛娘のアリスも搭乗して家族のひと時を過ごす。アリスは思春期の背伸びした年頃で、妻は政府首脳の反発をよそに夫の演説を支持して励ます。やがて離陸し、アメリカへの帰路につくはずだった。
だが、ドイツ上空に差しかかった頃、大統領警護隊長のギブスが裏切り、3名の警護官を殺害して発煙筒を焚く。それを確認したテレビクルーたちは機内の武器を奪い、空軍スタッフやシークレットサービスを殺害する。テレビクルーたちの正体はラデク奪還を目指すロシアの国粋主義テロリストであり、本物はモスクワ市内でテロリストのリーダーであるイワン・コルシュノフらに全員殺害されていた。
脱出ポッドによる脱出
その頃コックピットでは、航空士のブリッジーズ少佐がコックピットのドアを施錠し、副操縦士のアーサー・イングラハムス中佐はラムシュタイン空軍基地へ緊急連絡を入れて着陸させようとし、同基地からは在欧アメリカ空軍のF-15戦闘機が緊急発進して誘導する。テロリストの最重要目標であるマーシャル米大統領はウォルターズ警護官とジョンソン警護官によって緊急脱出用ポッドへ逃れ、ポッドは投下される。
そして、基地に着陸した瞬間にテロリストが操縦室へ乱入し、離陸を拒否した機長のダニエル・アクセルロッド大佐たちを殺害したため、航空機はテロリストの滅茶苦茶な操縦により、タッチアンドゴー状態で再度離陸してしまう。テロリストのサブリーダーであるアンドレイ・コルチャークはVNAVの自動推力や方位110と高度30000フィートを手動で入力して、自動操縦を設定させる。
そして、大統領夫人のグレースや娘のアリス、首席補佐官ら生存者たちは、ほかのテロリストによって会議室に集められる。しかし、リーダーのイワンは一歩間に合わずマーシャルが脱出したことを知り、激怒する。
一方、ホワイトハウスでは副大統領のキャサリン・ベネット以下政府首脳たちが対応にあたり、核発射スイッチのパスワードを変更する。イワンはラデクの解放を要求し、応じるまでの間は30分毎に人質を1人ずつ殺害すると話して通信を切る。その直後、着地した脱出ポッドが無人だったとの報告がホワイトハウスにもたらされる。
孤軍奮闘する大統領
マーシャルは脱出ポッドだけを落とすことによって脱出したように見せかけて実はまだ機内に潜伏しており、テロリストの1人をおびき寄せて武器と鍵を手に入れると、孤独な戦いを始める。しかし、最初の30分が過ぎると、時間を引き延ばそうとしたホワイトハウスに対し、イワンはドハーディ国家安全保障問題担当大統領補佐官を射殺してみせる。
マーシャルは機内のコードレスホンからホワイトハウスに連絡を取るが、同じタイミングでテロリストに銃を突きつけられたために電話器をポケットに隠し、ホワイトハウスに「エアフォースワン」を攻撃するよう指示する。ベネットは困惑する軍人、国防長官らを一喝し、随伴していたF-15戦闘機から空対空ミサイルで攻撃させる。その衝撃に乗じてマーシャルは逃走し、自動操縦も解除される。彼はホワイトハウスと改めて交信し、テロに屈せず機体を着陸させる方針を確認する。
イワンは潜伏者をおびき出そうと、グレースとアリスの眼前でミッチェル報道官を殺害し、その様子を機内に放送する。マーシャルは葛藤するが、テロリストが待ち伏せしていたために見殺しにせざるを得ず、人質のシェパード首席補佐官は焦りを隠せない。マーシャルは空軍と連絡を取って回路を断線させて燃料を投棄し、これに気付いたイワンはKC-10での空中給油を要求する。一方、マーシャルは人質たちを解放して武器を手渡し、助力を求める。ベネットはエアフォースワンがハイジャックされた事実を公表するが、それを見たイワンはマーシャルが機内に残留していることに気付く。
エアフォースワンからの脱出
カザフスタン領空が近づき、F-15の護衛も引き返さざるを得ない。空中給油機にFAXで指示を出したマーシャルは、人質の一部をパラシュートで脱出させるが、ついにイワンたちに捕まってしまう。アリスに銃を突き付けて脅迫されたマーシャルは、イワンの要求に従ってロシア大統領に連絡を取り、ラデクを釈放させる。一方、ホワイトハウスではマーシャル解任のための動きが進むが、ベネットは拒絶する。
釈放に歓喜する隙をついてマーシャルたちはテロリストを全員殺害し、ロシア側もラデクの釈放を取り消し、迎えのヘリに駆け寄ろうとした彼を射殺する。機内に残ったパイロットはベトナム戦争に従軍経験のあるマーシャルだけであり、米土共用のインジルリク空軍基地を目指す。しかし、マーシャルは小型機のパイロットだったため、ホワイトハウスから別のパイロットであるロバート・ジャクソン大佐が電話でVC-25Aの操縦方法を教える。
そこにカザフスタンのアクチュビンスクからラデクの信奉者たちがMiG-29の六機編隊で襲いかかるが、間一髪でF-15の護衛が戻ってきたことにより、VC-25Aは辛くも難を逃れる。しかし、機体の損傷が激しかったため、偶然近くを飛行中だったMC-130の特殊部隊が空中から救出活動を行うことになった。
マーシャルは最後まで残って救出活動を見届けるが、自分の番になると正体を現したギブスに再度襲撃される。間一髪で逃れたマーシャルはMC-130に救出され、VC-25Aは機内に取り残されたギブスごとカスピ海へ墜落して大破する。MC-130の隊員たちはマーシャルを敬礼で迎え、その瞬間からコールサインを「リバティ24」から「エアフォースワン」に変更する。ベネットはそれを受け、マーシャル解任の書類を破り捨てるのであった。

## 登場人物
ジェームズ・マーシャル
演 - ハリソン・フォード
大統領。家族思いで正義感が強く暴力や脅迫に屈しないポリシーを持つ。元軍人でベトナム戦争の英雄と言われた強さを持つ。特別な財力も人脈もない状態で大統領になった努力家。
イワン・コルシュノフ
演 - ゲイリー・オールドマン
独裁者。テロリストのリーダー。ラデク将軍を釈放させるためにハイジャックする。見せしめにドハーディやミッチェルを殺害した冷酷な人物。しかしジェームズが釈放の呑んだ事でその他の要求し、人質の解放は嘘だと明かし、その際に不意を付いて反撃にあい逃亡し、グレースを人質にしてパラシュートで脱出するが、一対一の殴り合いを繰り広げて、最後は首をしめられ、パラシュート開傘力で窒息死した。
グレース・マーシャル
演 - ウェンディ・クルーソン
ジェームズの妻。娘共々、人質となる。正義感が強くドハーディやミッチェルを理不尽に殺害したイワンを糾弾した。しかし反撃の最中で再び人質になるが無事に救出され、機体から脱出の際に最後まで生き残った。
アリス・マーシャル
演 - リーゼル・マシューズ
ジェームズとグレースの娘。難民問題など政治情勢に興味がある。人質にされるが無事に救出され、機体から脱出の際に最後まで生き残った。
ウォルター・ディーン
演 - ディーン・ストックウェル
国防長官。
ノーマン・コールドウェル
演 - ウィリアム・H・メイシー
少佐。勇気のある人物。イワンに捕まるがジェームズの反抗に転じて、機体のコックピットを取り戻し、副操縦士としてサポートを行った。しかし警護隊長のギブスが裏切り者だと知った瞬間、彼に殺害された。
ロイド・シェパード
演 - ポール・ギルフォイル
首席補佐官。ジェームズに忠実だが熱血漢な部分に呆れている。イワンに捕まるが反抗に転じて、最後の力を振り絞ってジェームズを庇い撃たれ、負傷するが幸い致命傷に至らなかった。機体から脱出の際に最後まで生き残った。
キャサリン・ベネット
演 - グレン・クローズ
副大統領。対策本部の指揮を執る。
ギブス
演 - ザンダー・バークレー
大統領警護隊長。実はテロリストの協力者。最後まで生き残るが機体の脱出の際に本性を現し、コールドウェルを殺害した。ジェームズと一対一の殴り合いを繰り広げた末に負けて末に自業自得な最後を遂げた。
イワン・ラデク
演 - ユルゲン・プロホノフ
将軍。核兵器を擁するともいわれる危険人物。暴政を行っていたがジェームズたちにより逮捕される。しかし、イワン達ハイジャック犯がジェームズの要求を呑んだ事により釈放されるがテロリストが殲滅されたその直後に取り消しとなり逃走を図るが射殺された。これがきっかけでラデク派の信奉者は報復としてエアフォースワンの撃墜を命じた。
メラニー・ミッチェル
演 - ドナ・ブロック
報道官。ジェームズをおびき寄せる見せしめに殺害される。
ジャック・ドハーディ
演 - トム・エヴェレット
国家安全保障補佐官。タイムリミットを迎えた事により見せしめに殺害された。
ノースウッド
演 - ビル・スミトロヴィッチ
統合参謀本部議長。
ペトロフ
演 - アラン・ウォルフ
露大統領。自国を危険にさらしたくない理由でベネットの協力してほしい頼みを拒否するがしかし、ジェームズがテロリストに屈した状況により、ラデク将軍の釈放を要求に応じて、許すがハイジャック犯を殲滅され、取り消しとなりラデクが殺害され再び信頼と歓喜が溢れた。
アンドレイ・コルチャーク
演 - エリヤ・バスキン
テロリストのサブリーダー。イワンの忠実な腹心でもある。しかしジェームズの不意を付かれて返り討ちの末に射殺された。
トーマス・リー
演 - スペンサー・ギャレット
大統領補佐官。
ダニエル・アクセルロッド
演 - マイケル・レイ・ミラー
大佐。
ウォルターズ
演 - グレン・モーシャワー
警護官。
ジョンソン
演 - デイヴィッド・ジャノポウロス
警護官。
フィリップス
演 - ブライアン・リビー
空軍整備主任。

## キャスト
| 役名                                        | 俳優                                                                               | 日本語吹替                                                           | 日本語吹替                                                                                 |
| 役名                                        | 俳優                                                                               | ソフト版                                                             | 日本テレビ版                                                                               |
| ------------------------------------------- | ---------------------------------------------------------------------------------- | -------------------------------------------------------------------- | ------------------------------------------------------------------------------------------ |
| ジェームズ・マーシャル大統領                | ハリソン・フォード                                                                 | 村井国夫                                                             | 村井国夫                                                                                   |
| イワン・コルシュノフ                        | ゲイリー・オールドマン                                                             | 佐古正人                                                             | 山路和弘                                                                                   |
| グレース・マーシャル夫人                    | ウェンディ・クルーソン                                                             | 塩田朋子                                                             | 野沢由香里                                                                                 |
| アリス・マーシャル                          | リーゼル・マシューズ                                                               | 仙台エリ                                                             | 岡村明美                                                                                   |
| ウォルター・ディーン国防長官                | ディーン・ストックウェル                                                           | 田原アルノ                                                           | 羽佐間道夫                                                                                 |
| ノーマン・コールドウェル少佐                | ウィリアム・H・メイシー                                                            | チョー                                                               | 田中信夫                                                                                   |
| ロイド・シェパード首席補佐官                | ポール・ギルフォイル                                                               | 小山武宏                                                             | 富田耕生                                                                                   |
| キャサリン・ベネット副大統領                | グレン・クローズ                                                                   | 藤田淑子                                                             | 高畑淳子                                                                                   |
| ギブス 大統領警護隊長                       | ザンダー・バークレー                                                               | 水野龍司                                                             | 谷口節                                                                                     |
| イワン・ラデク将軍                          | ユルゲン・プロホノフ                                                               | セリフなし                                                           | セリフなし                                                                                 |
| メラニー・ミッチェル 報道官                 | ドナ・ブロック                                                                     | 宮寺智子                                                             | 佐藤しのぶ                                                                                 |
| ジャック・ドハーディ国家安全保障補佐官      | トム・エヴェレット                                                                 | 岩田安生                                                             | 田原アルノ                                                                                 |
| ノースウッド統合参謀本部議長                | ビル・スミトロヴィッチ                                                             | 佐々木敏                                                             | 稲葉実                                                                                     |
| ペトロフ露大統領                            | アラン・ウォルフ                                                                   | 水野龍司                                                             | 川久保潔                                                                                   |
| アンドレイ・コルチャーク                    | エリヤ・バスキン                                                                   | 原語のみ                                                             | チョー                                                                                     |
| クラシン                                    | イリア・ヴォロック                                                                 | 原語のみ                                                             | 田尻ひろゆき                                                                               |
| トーマス・リー 大統領補佐官                 | スペンサー・ギャレット                                                             | 伊藤栄次                                                             | 山野井仁                                                                                   |
| ダニエル・アクセルロッド大佐                | マイケル・レイ・ミラー                                                             | 宝亀克寿                                                             | 小島敏彦                                                                                   |
| アーサー・イングラハムス中佐                | カール・ワイントローブ                                                             |                                                                      | 小室正幸                                                                                   |
| ブリッジーズ少佐                            | エレスター・ラッサム                                                               |                                                                      |                                                                                            |
| ロバート・ジャクソン大佐 （ホワイトハウス） | リチャード・ドイル                                                                 |                                                                      |                                                                                            |
| ジャック・カールトン大佐（F15）             | ドン・R・マクマナス                                                                |                                                                      | 仲野裕                                                                                     |
| レンスキー                                  | レヴァニ・オウチャネイチヴィリ                                                     |                                                                      | 中田和宏                                                                                   |
| ボリス・バジレフ                            | アンドリュー・ディヴォフ                                                           |                                                                      | 星野充昭                                                                                   |
| イゴール・ネフスキー                        | デイヴィッド・ヴァディム                                                           |                                                                      | 佐久田脩                                                                                   |
| ウォルターズ警護官                          | グレン・モーシャワー                                                               |                                                                      |                                                                                            |
| ジョンソン警護官                            | デイヴィッド・ジャノポウロス                                                       |                                                                      |                                                                                            |
| その他の警護官                              | マリオ・ロバーツ ケイス・ウォウラード J・マーク・ドナルドソン フリー・ハッチンソン |                                                                      |                                                                                            |
| アンドリュー・ウォード司法長官              | フィリップ・ベイカー・ホール                                                       | 岩田安生                                                             | 石森達幸                                                                                   |
| ホワイトハウスのオペレーター                | ダイアナ・ベラミー                                                                 | 磯辺万沙子                                                           | 片岡富枝                                                                                   |
| フィリップス 空軍整備主任                   | ブライアン・リビー                                                                 | 廣田行生                                                             | 千田光男                                                                                   |
| ラムスタイン基地の管制官（空軍少佐）        | トム・バリー                                                                       | 星野充昭                                                             | 宝亀克寿                                                                                   |
| その他                                      | N/A                                                                                | 後藤哲夫 遊佐浩二 鳥畑洋人 本田貴子 深水由美 坂口賢一                | 後藤哲夫 石井隆夫 喜田あゆ美 遠藤純一 斎藤恵理 よのひかり 田尻ひろゆき 鈴木正和 小谷津央典 |
| 日本語版制作スタッフ                        |                                                                                    |                                                                      |                                                                                            |
| 翻訳                                        | 戸田奈津子（ソフト版字幕） 風間綾平（BSプレミアム版字幕）                          | 石原千麻                                                             | 佐藤一公                                                                                   |
| 演出                                        |                                                                                    | 松岡裕紀                                                             | 伊達康将                                                                                   |
| 制作                                        |                                                                                    | ACクリエイト（録音制作） DISNEY CHARACTER VOICES INTERNATIONAL, INC. | 東北新社                                                                                   |
| 初回放送                                    |                                                                                    | 1998年発売 VHS・DVD・BDに収録                                        | 2001年1月19日 『金曜ロードショー』 21:03-23:24                                             |

- コルシュノフの部下たちやペトロフ大統領の声は、ソフト版では一部を除き原語（ロシア語）のままだったが、日本テレビ版では全て日本語で吹き替えられている。ただし、字幕版では原語（ロシア語）のままではなく、括弧内に日本語で使われていた。

## 備考

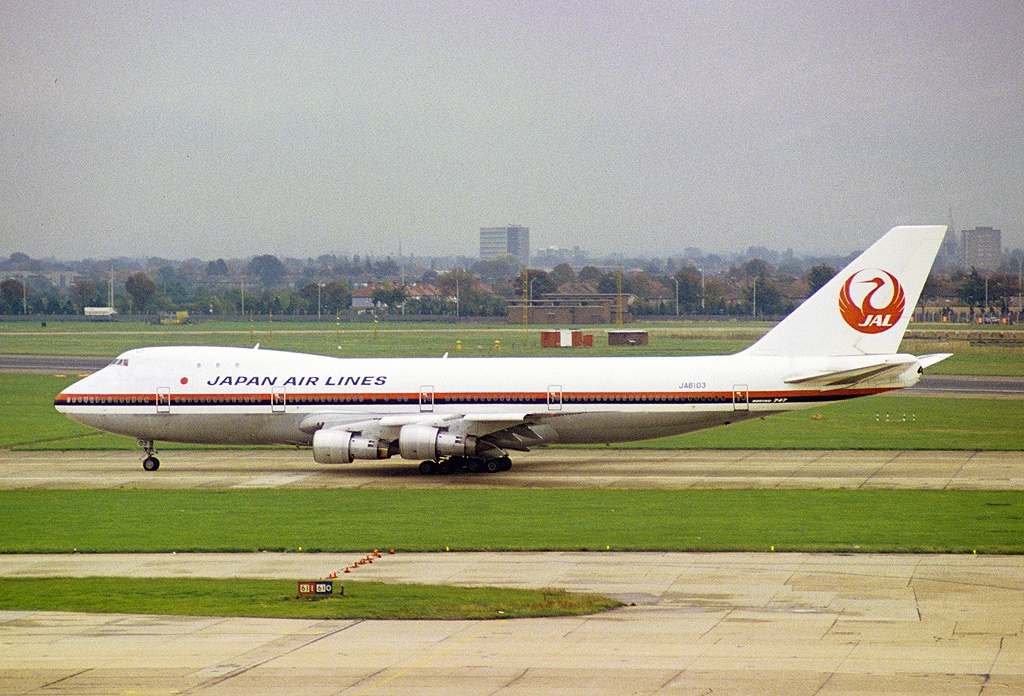
撮影用機材の日本航空JA8103
（1981年10月25日 ロンドン）

### 機内取材
本作の製作当時、大統領専用機「エアフォースワン」は非公開であり、取材許可が下りなかった。しかし、ハリソン・フォードは友人で当時現職の第42代合衆国大統領ビル・クリントンの誕生パーティーで、「エアフォースワンを取材させてほしい」と直接交渉する。
これにより特別に取材が許可され、メリーランド州アンドルーズ空軍基地内でVC-25大統領専用機の機内取材を行なった。ただし、当時は機内の撮影が許可されていなかったため、取材スタッフは機内の様子を記憶してから装備品や配色などをイラスト化し、それを元に機内セットを製作していった。
機内の撮影が許可されたのは、ジョージ・W・ブッシュ政権末期の2008年に入ってからであり、撮影した番組はヒストリーチャンネルやナショナル ジオグラフィック チャンネルで制作され、日本語版も作られている。同番組では、本作の機内セットが「いかに精巧かつ正確であったか」を見比べるシーンも存在する。また、機内セットは後にテレビドラマ『ザ・ホワイトハウス』でも使用されている。
ただしパラシュート投下装置や脱出ポッド、貨物室などは映画のために創作されたもので、脚本のアンドリュー・マーロウは「ニューヨーク1997」(1981）から脱出ポッドのアイデアを得たという。映画を見たクリントン大統領もあのような装備は無かったと指摘している。

### 撮影用機材
撮影に使われたボーイング747（N703CK）は、1970年から1992年に日本航空（JAL）・日本アジア航空（JAA）で活躍した、元JA8103の-100である（実物は-200）。これは、JALが初期に導入した747シリーズ3機のうちの3号機となり、主に国際線で使用されていた。1992年には貨物機へと転換され、アメリカン・インターナショナル航空（現：カリッタ エア）に売却、サウジアラビア航空への貸与や、カリッタ エアで運用された後、2000年に完全退役して解体された。また、同機は本作の撮影の合間を縫い、1996年公開のアメリカ映画『インデペンデンス・デイ』のワンシーンでも使用されている。
本編におけるF-15は実機を用いて撮影されているが、撃墜されるシーンには前年公開の日本映画『ガメラ2 レギオン襲来』と同じ特撮技術が用いられている。カザフスタン空軍のMiG-29やMi-24Pも実機を使用して撮影されたが、撃墜されるシーンでは同様の特撮が用いられている。

### 作中に登場した軍用機
- VC-25（エアフォースワン）
- F-15 (航空機)
- KC-10 (航空機)
- MiG-29 (航空機)
- MC-130 コンバット・タロン

### 撮影場所
撮影の多くはオハイオ州で行われた。オープニングのカザフスタンの大統領官邸は、外部はクリーブランドにあるセヴェランスホール、内部のシーンは同じクリーブランドのカヤホガ郡庁舎を使用した。
ラデク将軍が投獄される刑務所は「ショーシャンクの空に」で有名になったオハイオ州立矯正施設(1990年に閉鎖)が使われており、この映画のために作られた門扉のセットが今も同じ場所に保存されている。ドイツのラムシュタイン空軍基地はオハイオ州のリッケンバッカー空軍州兵基地を使用した。
モスクワの赤の広場のシーンは実際に現地で撮影しているが、シェレメチェヴォ国際空港はロサンゼルス国際空港が使われた。空港に駐機中の撮影用機体を見た多くの空港利用者が本物だと思ったという。
また撮影用機体がアメリカ上空を飛行中、2機のF18が接近し「被弾した痕がある大統領専用機を確認した」と直ちに報告した。機体の破損はカッティングシートを貼ったもので、管制官は事前に映画撮影の連絡を受けていたので何事もなく収拾した。
機体後部からロープで空中を垂れ下がるシーンは、太平洋上空でC-130輸送機からケーブルを垂らしながら飛行してロープのリアルな動きを撮影し、後にVFXで機体をエアフォース・ワンに置き換えた。当初はロープの先に服を着せたダミー人形を吊るしたのだが、ネクタイと上着があっという間に吹き飛ばされてしまったためVFXで人を合成した。

### 音楽
本作の音楽は当初ランディ・ニューマンが担当したが、試写を見た関係者からの評価が芳しくなく、完成版ではジェリー・ゴールドスミスの音楽が採用された。だが、ゴールドスミスに依頼された時点で録音までに2週間しか猶予が無くジョエル・マクニーリーに協力を依頼してゴールドスミスの作曲したモチーフを基にロシア側（ラデクの射殺シーンなど）のスコアを数曲提供して貰った。公開時のサントラにはゴールドスミスのスコアのみ収録され、マクニーリーのスコアは限定盤で、ニューマンのリジェクトスコアは海賊盤で流通している。

## 評価
レビュー・アグリゲーターのRotten Tomatoesでは59件のレビューで支持率は78%、平均点は7.10/10となった。Metacriticでは25件のレビューを基に加重平均値が61/100となった。

## その他
日本では、東京宝塚劇場にあった東宝直営洋画劇場で座席数1,197席という国内最大級の映画館「日比谷スカラ座」の最終上映作品として公開された。